# الیا لوئینی
الیا لوئینی (انگلیسی: Elia Luini؛ زادهٔ ۱ ژوئن ۱۹۷۹) ورزشکار روئینگ اهل ایتالیا است.
وی در مسابقات کشوری و بین‌المللی در مجموع برندهٔ ۴ مدال طلا، ۴ مدال نقره، ۳ مدال برنز شده‌است.